# Асколи Калчо 1898
Асколи Калчо 1898 (на италиански: Ascoli Calcio 1898) е италиански футболен отбор от град Асколи Пичено, регион Марке. Клубът е създаден през 1898 година и до сезон 2006 – 07 играе в Серия А, като преди това се завърнал в Серия Б през 2002 година след 6 години престой в Серия Ц. Преди да влезе в Серия А, Асколи за последен път играе там през 1992 година. Асколи взима участие в Серия А и през периодите 1974 – 76, 1978 – 85, 1986 – 1990 и 1991 – 92.
Цветовете на отбора са черен и бял, използват и червен резервен екип.

## История
Основан през 1898 г. като „Кандидо Аугусто Веки“ (Candido Augusto Vecchi), отборът сменя името си на Асколи Вигор през 1905, Асколана през 1921 и Асколи през 1945 г. През 1955 г. отборът е придобит от и спасен от банкрут от издателския магнат Чино Дел Дука, който ги обединил със своя отбор. Стадионът все още носи неговото име и това на брат му. През 1971 г. отборът се върнал в Серия Ц за първи път от началото на Втората световна война. През 1971 г., под председателстването на Константино Роци, който поел отбора 3 години преди това, клубът сменя името си на „Асколи Калчо 1898“. Именно от тази година отборът, воден от Карло Мацоне като треньор, се класира първо в Серия Б, а през следващия сезон – в А за първи път в своята история. Отборът останал 2 сезона в Серия А, след което изпаднал отново в Серия Б.
Асколи се връща в Серия А през 1978 г. и остава там 7 сезона, през които успяват да зарършат 5-и през 1980 г. и 6-и през 1982 г. След като изпада от Серия А през 1985, отборът се връща още следващия сезон и остава още 4 сезона. Още едно завръщане в Серия А следва през 1991, но този път само за един сезон. След като две поредни години изпуска да се класира, клубът затъва и изпада в Серия Ц1 през 1995. Там остават 7 сезона, връщайки се в Серия Б като шампиони на Серия Ц1/Б през 2002 г.
През юни 2005 Асколи губи полуфиналния плейоф от Ториноза влизане в Серия А. Малко по-късно отбора на Торино е изключен от Серия А, поради финансови нередности. Другият финалист от плейофа Перуджа е изхвърлен в Серия Ц1 също поради финансови проблеми. Първенецът на Серия Б през изминалия сезон – Дженоа, е изхвърлен в Серия Ц1, заради уреждане на мачове. По този начин отборите, които от сезон 2005 – 06 ще играят в Серия А, са вторият Емполи и загубилите полуфинала за влизане Асколи и Тревизо. През новия сезон Асколи изненадващо завършват на 12-о място. Заради наказание с отнемане на точки на Ювентус, Милан и Лацио, накрая Асколи заемат 10-о място. След края на сезона треньорът Джампаоло, придобил слава на един от на-добрите млади италиански треньори, напуснал и неговото място заел Атилио Тесер за сезон 2006 – 07. Тесер, неспособен да изкара добри резултати, е уволнен след домакинска загуба от Емполи с 1:0 в 11-ия кръг и неговото място заел треньорът-ветеран Недо Сонети.
През сезон 2006 – 07 Асколи е първият изпаднал отбор в Серия Б след загуба с 1:0 от Торино на 7 май 2007. Отборът завършва сезона на 19-о място с 27 точки, с една повече пред последния Месина. Следващите 6 сезона Асколи прекарва в Серия Б, като най-доброто им класиране е 8-о място през сезон 2007/08. През тези сезони клубът е наказван няколко пъти с глоби и отнемане на точки, заради финансови неуредици и участие на играчи в уговорени мачове, станало ясно след скандала през юни 2011, когато са арестувани редица футболни деятели. Драматичен се оказва сезон 2012/13, като поради наказанието с отнемане на 1 точка и въртележка в последния кръг, Асколи изпада в Лега Про Прима Дивизионе.

## Успехи

### Национални състезания
- Серия Б
  - Първенец (2): 1977 – 78, 1985 – 86
- Серия Ц
  - Първенец (1): 1971 – 72
- Лега Про Прима Дивизионе
  - Първенец (1): 2001 – 02
- Суперкупа на Лега Про Прима Дивизионе
  - Носител (1): 2001 – 02
- Победител в турнира Каподано през 1981 – 82

### Международни състезания
- Купа Митропа
  - Носител (1): 1986 – 87
- Англо-италианска купа
  - Финалист (1): 1994 – 95

## Постижения
- Играе 16 сезона в Серия А (най-добро класиране – 5-о място през 1979 – 80) и 18 сезона в Серия Б.
- Асколи държи постижението за най-много точки в Серия Б с 20 отбора – 61 общо (при 2 точки за победа) с 26 победи, 9 равенства и 3 загуби. Същият рекорд е изравнен през 1977 – 78, когато отборът е воден от треньора Мимо Рена.
- Най-високите постижения са постигнати в периода, когато Константино Роци е бил президент на клуба.

## Български футболисти
- Атанас Илиев: 2021/23 - (30 мача - 2 гола)